# Neston
Neston is een civil parish in het bestuurlijke gebied Cheshire West and Chester, in het Engelse graafschap Cheshire met 15.221 inwoners.

## Geboren
- Tim Hunt (1943), biochemicus en Nobelprijswinnaar (2001)